# Ventrociliella romanae
Ventrociliella romanae is een platworm (Platyhelminthes). De worm is tweeslachtig. De soort leeft in of nabij zoet water.
Het geslacht Ventrociliella, waarin de worm wordt geplaatst, wordt tot de onderorde Typhloplanoida gerekkend maar niet in een van de families in die onderorde geplaatst. De wetenschappelijke  naam van de soort werd voor het eerst in 1977 geldig gepubliceerd door Kolasa.